# Liu Fengchun
Liu Fengchun 刘凤春(cinese) (Luojia Yingcun, 1853 – Zhuoxian, 1922) è stato un insegnante cinese.
Liu Fengchun (刘凤春), zi Maozhai (茂斋), è stato allievo di Dong haichuan nel Baguazhang.

## Biografia
Liu Fengchun è nato nel 1853 a Luojia Yingcun (罗家营村), nell'area amministrativa di Zhuoxian (涿县), in provincia di Hebei. Fin da giovane lavorò nei campi, a causa della povertà della sua famiglia. A nove anni, nel 1862, seguì gli insegnamenti marziali di Cheng Junqing (承俊庆). Nel 1872 si trasferisce a Pechino, nella zona fuori di Qianmen (前门), dove iniziò a vendere Fiori Verde Smeraldo (翠花, Cuihua), attività che divenne in seguito ben avviata e che gli guadagnò il soprannome di Cuihua Liu (翠花刘). Iniziò a studiare Baguazhang con Cheng Tinghua, in seguito Cheng lo raccomandò a Dong Haichuan e Liu Fengchun divenne studente di quest'ultimo. Nel 1882, dopo la morte di Dong Haichuan, iniziò a studiare Xingyiquan con Liu Qilan (刘奇兰).
Dal 1912 al 1916, insegnò presso la scuola dell'Associazione per lo Studio dell'Educazione Fisica di Pechino (Beiping Tiyu Yanjiu She, 北平体育研究社) situata nell'attuale Traversa Nord Ovest di Xidan al numero 12 (Xidan 西单 Beixi北西 Xiejie斜街12号).
Nel 1922, muore in Beixi Guocun (北西郭村), sotto la città di Matouxiang (码头乡), nell'area amministrativa di Zhuoxian (涿县), in Hebei.

## Allievi
- Liu Wenhua (刘文华, il figlio)
- Xu Yusheng (许禹生)
- Li Jianhua (李剑华)
- Wang Zhongpo (王仲猷)
- Zhang Guangju (张广居)
- Fu Jianqiu (傅剑秋)
- Zhou Luquan (周鲁权)